# Roberto Kovac
Roberto Kovac (nacido el 2 de mayo de 1990 en Mendrisio) es un jugador de baloncesto suizo que actualmente pertenece a la plantilla del Lions de Genève de la LNA, la máxima división suiza. Con 1,89 metros de altura juega en la posición de Escolta. Es internacional absoluto con Suiza.

## Trayectoria profesional

### SAV Vacallo Basket
Formado en la cantera del SAV Vacallo Basket, debutó con el primer equipo de la LNA en la temporada 2007-2008, estando en el equipo hasta la temporada 2010-2011. Ganó la Copa Suiza en 2008 y la LNA en 2009.
En su primera temporada (2007-2008), jugó 1 partido de Copa Suiza (2 puntos (1-1 de 2 y 0-2 de TL) y 1 robo en 4 min) y otro de la Copa de la Liga Suiza (2 puntos (1-1 de 2) y 1 rebote en 2 min).
En su segunda temporada (2008-2009), jugó 6 partidos de liga y 5 de play-offs, promediando en liga 1,5 puntos (50 % en tiros de 2 y 33,3 % en triples) en 3 min, mientras que en play-offs promedió 1,4 puntos (100 % en tiros de 2, 33,3 % en triples y 100 % en tiros libres) en 3 min.
En su tercera temporada (2009-2010), jugó 28 partidos con el filial de la 1LN (3ª división suiza y 6 de liga y 1 de play-offs con el primer equipo. Con el filial promedió 21,1 puntos (3,3 triples por partido). Con el primer equipo en liga promedió 0,2 puntos en 2,2 min, mientras que en el partido de play-offs que jugó, dio 1 asistencia en 9 min.
En su cuarta y última temporada (2010-2011), jugó 8 partidos con el filial de la LNB (2ª división suiza y 21 de liga y 2 de play-offs con el primer equipo. Con el filial promedió 16,5 puntos (42,9 % en triples y 75,6 % en tiros libres), 4,6 rebotes, 2,5 asistencias y 2,8 robos en 28,5 min de media. Con el primer equipo en liga promedió 7,6 puntos (43 % en triples y 68,9 % en tiros libres), 1,5 rebotes, 1,1 asistencias y 1,5 robos en 21,1 min, mientras que en play-offs promedió 1 punto (100 % en tiros libres) y 0,5 asistencias en 5 min.
Disputó un total de 33 partidos de liga y 8 de play-offs con el conjunto de Vacallo entre las cuatro temporadas, promediando en liga 5,1 puntos (41,3 % en triples y 64,7 % en tiros libres), 1 rebote y 1 robo en 14,3 min de media, mientras que en play-offs promedió 1,1 puntos (50 % en tiros de 2 y 100 % en tiros libres) en 4,2 min de media.

### Fribourg Olympic
Firmó para la temporada 2011-2012 por el Fribourg Olympic, club con el que ganó en 2016 la LNA y la  Copa de Suiza, ambas por 2ª vez. Estuvo 5 años en el club, hasta la temporada 2015-2016.
En su primera temporada (2011-2012), jugó 22 partidos de liga y 5 de play-offs, promediando en liga 4,2 puntos (43,1 % en triples) y 1 rebote en 13,1 min, mientras que en play-offs promedió 0,6 puntos (100 % en tiros libres) y 0,2 rebotes en 4 min.
En su segunda temporada (2012-2013), jugó 25 partidos de liga y 8 de play-offs, promediando en liga 10,4 puntos (58,1 % en tiros de 2, 42,7 % en triples y 82,9 % en tiros libres) y 1,5 rebotes en 20 min, mientras que en play-offs promedió 7,4 puntos (38,2 % en triples y 70,6 % en tiros libres) y 1 rebote en 18,8 min.
A final de temporada fue elegido en el mejor quinteto de jugadores suizos de la LNA por Eurobasket.com.
En su tercera temporada (2013-2014), jugó 28 partidos de liga y 11 de play-offs, promediando en liga 10,8 puntos (33,7 % en triples y 79,7 % en tiros libres), 2,8 rebotes y 1,2 asistencias en 28 min, mientras que en play-offs promedió 9,7 puntos (51,7 % en tiros de 2, 42,9 % en triples y 85,2 % en tiros libres), 1 rebote y 1,5 asistencias en 24,1 min. También jugó 1 partido con el filial de la LNB (15 puntos (2-7 de 2, 2-4 de 3 y 5-6 de TL), 6 rebotes y 2 robos en 18 min).
En su cuarta temporada (2014-2015), jugó 26 partidos de liga y 3 de play-offs, promediando en liga 9,8 puntos (38 % en triples y 81,8 % en tiros libres), 2,2 rebotes y 2,1 asistencias en 25,3 min, mientras que en play-offs promedió 14,7 puntos (68,4 % en tiros de 2 y 75 % en tiros libres), 1,3 rebotes y 1,3 robos en 29,7 min.
A final de temporada recibió una mención honorable LNA y fue elegido en el mejor quinteto de jugadores suizos de la LNA por 2ª vez, ambas cosas por Eurobasket.com.
En su quinta temporada (2015-2016), jugó 26 partidos de liga y 12 de play-offs, promediando en liga 10,9 puntos (35,7 % en triples y 81 % en tiros libres), 1,9 rebotes y 1,2 asistencias en 24,8 min, mientras que en play-offs promedió 7,8 puntos (53,3 % en tiros de 2, 35,8 % en triples y 71,4 % en tiros libres), 1,3 rebotes y 1,2 asistencias en 20,8 min. También jugó 1 partido con el filial de la LNB (19 puntos (0-6 de 2, 4-11 de 3 y 7-9 de TL), 5 rebotes y 10 asistencias en 25 min).
Disputó un total de 127 partidos de liga, 39 de play-offs y 2 en la LNB con el cuadro de Friburgo entre las cinco temporadas, promediando en liga 9,3 puntos (36,3 % en triples y 79,9 % en tiros libres), 1,9 rebotes y 1,1 asistencias en 22,6 min de media, en play-offs 7,8 puntos (53,9 % en tiros de 2, 37,3 % en triples y 78,7 % en tiros libres) y 1 rebote en 19,8 min de media, y en la LNB 17 puntos (40 % en triples y 80 % en tiros libres), 5,5 rebotes, 5 asistencias y 1 robo en 21,5 min de media.

### Lions de Genève
Tras cinco años en Friburgo, fichó por los Lions de Genève para la temporada 2016-2017.

## Selección Suiza

### Absoluta
Debutó con la absoluta de Suiza en el EuroBasket División B de 2011, quedando Suiza 2ª del Grupo C.
Disputó 1 min en 1 partido.
Disputó la Fase de Clasificación para el EuroBasket 2013, celebrado en Eslovenia, no logrando Suiza clasificarse.
Jugó 6 partidos con un promedio de 1,7 puntos (50 % en triples y 66,7 % en tiros libres) en 4,8 min de media.
Disputó la Clasificación para el EuroBasket 2015, celebrado entre Alemania, Croacia, Francia y Letonia, no logrando Suiza clasificarse.
Jugó 8 partidos de 1ª fase y 4 de 2ª fase, promediando en la 1ª fase 5,6 puntos (84,2 % en tiros libres) y 1,8 rebotes en 20,1 min de media, mientras que en la 2ª fase promedió 4 puntos (66,7 % en tiros libres) y 1 rebote en 18 min de media.

## Clubes
- SAV Vacallo Basket (2007-2011)
- Fribourg Olympic (2011-2016)
- Lions de Genève (2016-2019)
- Cibona Zagreb (2019)
- ÍR Reykjavík (2019-2020)
- Lions de Genève (2020-actualidad)